# Ölürüm Sana
Ölürüm Sana is het derde muziekalbum van de Turkse zanger Tarkan. Ölürüm Sana ging ca. vier miljoen keer over de toonbank en is daarmee het best verkochte album van Tarkan.
Het album bevat elf nummers waarvan Tarkan, in tegenstelling tot zijn voorgaande albums, de meeste nummers zelf schreef. Het lied Şımarık, geschreven door Sezen Aksu, komt voor het eerst op dit album voor.
Ölürüm Sana bracht vier videoclips voort: Şımarık, İkimizin Yerine, Salına Salına Sinsice en Ölürüm Sana. De clip van Şımarık is een enkel in Turkije uitgekomen zwart-witte clip waarin Tarkan er ogenschijnlijk alles aan doet om het hart van een 'verwend' meisje te veroveren. De clip van İkimizin Yerine speelt zich af in een verlaten huis nabij een zee of meer. De clip doet qua stijl en nummer denken aan de eerdere clips Unutmamalı en Vazgeçemem. Na Salına Salına Sinsice kreeg Tarkan veel kritiek. Naast het feit dat het spijkerbroekenmerk (en sponsor) Loft herhaaldelijk in beeld kwam, waren in de clip blote vrouwenborsten te zien.
Voor het nummer Ölürüm Sana werd een bondage-video in New York opgenomen, die veel stof deed opwaaien in Turkije.

## Tracklist
De elf nummers van Ölürüm Sana met daarachter de duur van het nummer en de Nederlandse vertaling van de titel:
1. "Şımarık" – 3:55; Verwend
2. "İkimizin Yerine" – 3:36; Voor ons allebei
3. "Ölürüm Sana" – 4:42; Ik sterf voor je
4. "Salına Salına Sinsice" – 3:56; Stiekem hobbelend
5. "Gecenin Ürkek Kanatlarında" – 3:56; In de schuchtere vleugels van de nacht
6. "Kır Zincirlerini (Bu Gece)" – 5:23; Breek los (Vannacht)
7. "İnci Tanem" – 5:38; Mijn pareltje
8. "Başına Bela Olurum" – 4:11; Ik zal het onheil aan je hoofd zijn
9. "Unut Beni" – 5:28; Vergeet mij
10. "Delikanlı Çağlarım" – 3:43; Mijn jeugdjaren
11. "Beni Anlama" – 5:21; Begrijp mij niet

## Personeel
- Leadzanger — Tarkan
- Achtergrondzangers — Levent Yüksel, Azcan Dağıstanlı, Elif Ersoy, Turgut Berkes, Nâlân, Nazire Yağız, Seda Tüfekçi, Sabri Tüfekçi, Can Erkencigil
- Producent — Mehmet Söğütoğlu
- Producent assistenten — Ozgur Buldum, Uygar Ataş, Egemen Öncel
- Keyboard — Ozan Çolakoğlu
- Montage — Ozgur Buldum, Çağlar Türkmen, Serhan Keser (Compel LTD), Duyal Karagözoğlu
- Mastering — Çağlar Türkmen
- Mixen — Riza Erekli, Ozan Çolakoğlu, Brian Kinkead
- Studio — Erekli Tunç, İstanbul Plak, Platinum Island, Imaj
- Tonemaster — Ozgur Buldum, Arzu Alsan, Serkan Kula, Shawn Coffey, Murat Matthew Erdem, Steve Sauder, Denise Barbarita, Ufuk Çoban
- Fotografie — Tamer Yılmaz
- Haar en Make-up — Zeki Doğulu
- Kostuums — Bahar Korçan
- Mode editor — Hakan Öztürk
- Grafische vormgeving — Onur Özkılınç
- Printer — Onur Ofset